# Squadra dell'anno IFFHS
La Squadra dell'anno IFFHS (in inglese IFFHS World Team) è un riconoscimento annuale che viene assegnato dalla IFFHS, la federazione internazionale di storia e statistica del calcio, a partire dal 2017. La squadra ideale è composta da 11 calciatori (tradizionalmente un portiere, 4 difensori, 3 centrocampisti e 3 attaccanti).

## Calcio maschile

### Squadra dell'anno
| Anno | Portiere                                         | Difensori | Centrocampisti | Attaccanti | Allenatore                        |
| ---- | ------------------------------------------------ | --- | --- | --- | --------------------------------- |
| 2017 | Gianluigi Buffon (Juventus)                      | Marcelo (Real Madrid) Sergio Ramos (Real Madrid) Leonardo Bonucci (Juventus/Milan) Dani Alves (Juventus/Paris Saint-Germain)       | Luka Modrić (Real Madrid) Toni Kroos (Real Madrid) Kevin De Bruyne (Manchester City)                                                                     | Neymar (Barcellona/Paris Saint-Germain) Cristiano Ronaldo (Real Madrid) Lionel Messi (Barcellona)                  | Zinédine Zidane (Real Madrid)     |
| 2018 | Thibaut Courtois (Chelsea/Real Madrid)           | Marcelo (Real Madrid) Sergio Ramos (Real Madrid) Raphaël Varane (Real Madrid) Diego Godín (Atlético Madrid)                        | Luka Modrić (Real Madrid) Eden Hazard (Chelsea) Antoine Griezmann (Atlético Madrid)                                                                      | Kylian Mbappé (Paris Saint-Germain) Cristiano Ronaldo (Real Madrid/Juventus) Lionel Messi (Barcellona)             | Didier Deschamps (Francia)        |
| 2019 | Alisson (Liverpool)                              | Matthijs de Ligt (Ajax/Juventus) Sergio Ramos (Real Madrid) Virgil van Dijk (Liverpool) Trent Alexander-Arnold (Liverpool)         | Kevin De Bruyne (Manchester City) Frenkie de Jong (Ajax/Barcellona) Bernardo Silva (Manchester City)                                                     | Sadio Mané (Liverpool) Cristiano Ronaldo (Juventus) Lionel Messi (Barcellona)                                      | Jürgen Klopp (Liverpool)          |
| 2020 | Manuel Neuer (Bayern Monaco)                     | Trent Alexander-Arnold (Liverpool) Sergio Ramos (Real Madrid) Virgil van Dijk (Liverpool) Alphonso Davies (Bayern Monaco)          | Joshua Kimmich (Bayern Monaco) Thiago (Bayern Monaco/Liverpool) Kevin De Bruyne (Manchester City)                                                        | Cristiano Ronaldo (Juventus) Robert Lewandowski (Bayern Monaco) Lionel Messi (Barcellona)                          | Hans-Dieter Flick (Bayern Monaco) |
| 2021 | Gianluigi Donnarumma (Milan/Paris Saint-Germain) | Achraf Hakimi (Inter/Paris Saint-Germain) Leonardo Bonucci (Juventus) Rúben Dias (Manchester City) Alphonso Davies (Bayern Monaco) | Jorginho (Chelsea) Lionel Messi (Barcellona/Paris Saint-Germain) Kevin De Bruyne (Manchester City)                                                       | Cristiano Ronaldo (Juventus/Manchester Utd) Robert Lewandowski (Bayern Monaco) Kylian Mbappé (Paris Saint-Germain) | Thomas Tuchel (Chelsea)           |
| 2022 | Thibaut Courtois (Real Madrid)                   | Achraf Hakimi (Paris Saint-Germain) Joško Gvardiol (RB Lipsia) Virgil van Dijk (Liverpool) Alphonso Davies (Bayern Monaco)         | Lionel Messi (Paris Saint-Germain) Luka Modrić (Real Madrid) Kevin De Bruyne (Manchester City)                                                           | Kylian Mbappé (Paris Saint-Germain) Karim Benzema (Real Madrid) Erling Haaland (Borussia Dortmund/Manchester City) | –                                 |
| 2023 | Ederson (Manchester City)                        | Rúben Dias (Manchester City) Kim Min-jae (Napoli/Bayern Monaco) Alphonso Davies (Bayern Monaco)                                    | Rodri (Manchester City) Jude Bellingham (Borussia Dortmund/Real Madrid) Kevin De Bruyne (Manchester City) Lionel Messi (Paris Saint-Germain/Inter Miami) | Harry Kane (Tottenham/Bayern Monaco) Erling Haaland (Manchester City) Kylian Mbappé (Paris Saint-Germain)          | –                                 |
| 2024 | Emiliano Martínez (Aston Villa)                  | Daniel Carvajal (Real Madrid) Rúben Dias (Manchester City) Antonio Rüdiger (Real Madrid) Alphonso Davies (Bayern Monaco)           | Rodri (Manchester City) Jude Bellingham (Real Madrid) Toni Kroos (Real Madrid)                                                                           | Lamine Yamal (Barcellona) Erling Haaland (Manchester City) Vinícius Júnior (Real Madrid)                           | –                                 |

### Dream Team all-time (2021)
| Continente            | Portiere          | Difensori                                                          | Centrocampisti                                             | Attaccanti                                   |
| --------------------- | ----------------- | ------------------------------------------------------------------ | ---------------------------------------------------------- | -------------------------------------------- |
| Mondo                 | Lev Yashin        | Cafu Franz Beckenbauer Franco Baresi Paolo Maldini                 | Xavi Diego Maradona Johan Cruyff                           | Cristiano Ronaldo Pelé Lionel Messi          |
| Mondo B               | Gianluigi Buffon  | Carlos Alberto Torres Bobby Moore Daniel Passarella Roberto Carlos | Lothar Matthäus Zinedine Zidane Michel Platini             | Ronaldo Gerd Müller Alfredo Di Stéfano       |
| Europa                | Lev Yashin        | Philipp Lahm Franz Beckenbauer Franco Baresi Paolo Maldini         | Xavi Zinedine Zidane Michel Platini                        | Johan Cruyff Gerd Müller Cristiano Ronaldo   |
| Sud America           | Amadeo Carrizo    | Cafu Elías Figueroa Daniel Passarella Roberto Carlos               | Didi Diego Maradona Zico                                   | Alfredo Di Stéfano Pelé Lionel Messi         |
| Nord e Centro America | Antonio Carbajal  | Carlos Salcedo Claudio Suárez Rafael Márquez                       | Andrés Guardado Bryan Ruiz Raúl Cárdenas Luis de la Fuente | Julio Dely Valdés Hugo Sánchez Clint Dempsey |
| Africa                | Thomas N'Kono     | Samuel Kuffour Rigobert Song Noureddine Naybet                     | Yaya Touré Nwankwo Kanu Jay-Jay Okocha Abedi Pele          | Samuel Eto'o George Weah Didier Drogba       |
| Asia                  | Mohamed Al-Deayea | Mehdi Mahdavikia Hong Myung-bo Yasuhiko Okudera                    | Wu Lei Shinji Kagawa Mile Jedinak Park Ji-sung             | Son Heung-min Majed Abdullah Cha Bum-kun     |
| Oceania               | Stefan Marinovic  | Ryan Nelsen Tommy Smith Winston Reid                               | Ryan Thomas Steve Sumner Marco Rojas Roy Krishna           | Rory Fallon Chris Wood Wynton Rufer          |

### Squadra del secolo (1901-2000)
| Continente            | Portiere          | Difensori                                                     | Centrocampisti                                             | Attaccanti                                       |
| --------------------- | ----------------- | ------------------------------------------------------------- | ---------------------------------------------------------- | ------------------------------------------------ |
| Mondo                 | Lev Yashin        | Franco Baresi Franz Beckenbauer Bobby Moore                   | Lothar Matthäus Diego Maradona Michel Platini Johan Cruyff | Ferenc Puskás Pelé Alfredo Di Stéfano            |
| Europa                | Lev Yashin        | Franco Baresi Franz Beckenbauer Bobby Moore                   | Lothar Matthäus Bobby Charlton Michel Platini Johan Cruyff | Ferenc Puskás Gerd Müller Eusébio                |
| Sud America           | Amadeo Carrizo    | Carlos Alberto Elías Figueroa Daniel Passarella Nílton Santos | Didi Diego Maradona Zico                                   | Garrincha Pelé Alfredo Di Stéfano                |
| Nord e Centro America | Antonio Carbajal  | Gustavo Peña Marcelo Balboa Claudio Suárez Ramón Ramírez      | Thomas Dooley Raúl Cárdenas Luis de la Fuente              | Julio Dely Valdés Hugo Sánchez Carlos Hermosillo |
| Africa                | Thomas N'Kono     | Samuel Kuffour Noureddine Naybet Hany Ramzy Taribo West       | Lakhdar Belloumi Finidi George Abedi Pele                  | Rabah Madjer George Weah Roger Milla             |
| Asia                  | Mohamed Al-Deayea | Masami Ihara Hong Myung-bo Yasuhiko Okudera                   | Saeed Al-Owairan Kim Joo-sung Ali Parvin Kazuyoshi Miura   | Cha Bum-kun Ali Daei Majed Abdullah              |
| Oceania               | Mark Bosnich      | Joe Marston Milan Ivanović Antoine Kombouaré Alan Davidson    | Ned Zelic Paul Okon Robert Slater                          | John Kosmina Frank Farina Wynton Rufer           |

### Squadra del decennio (2011-2020)
| Confederazione | Portiere         | Difensori                                                             | Centrocampisti                                        | Attaccanti                                         |
| -------------- | ---------------- | --------------------------------------------------------------------- | ----------------------------------------------------- | -------------------------------------------------- |
| Mondo          | Manuel Neuer     | Philipp Lahm Sergio Ramos Virgil van Dijk Marcelo                     | Toni Kroos Andrés Iniesta Luka Modrić                 | Cristiano Ronaldo Robert Lewandowski Lionel Messi  |
| UEFA           | Manuel Neuer     | Philipp Lahm Sergio Ramos Virgil van Dijk Leonardo Bonucci            | Toni Kroos Andrés Iniesta Luka Modrić Kevin De Bruyne | Cristiano Ronaldo Robert Lewandowski               |
| CONMEBOL       | Júlio César      | Dani Alves Thiago Silva Javier Mascherano Marcelo                     | Casemiro Ángel Di María Lionel Messi                  | Sergio Agüero Paolo Guerrero Neymar                |
| CONCACAF       | Keylor Navas     | Carlos Salcedo John Brooks Héctor Moreno Kemar Lawrence               | Andrés Guardado Michael Bradley Bryan Ruiz            | Hirving Lozano Javier Hernández Clint Dempsey      |
| CAF            | Vincent Enyeama  | Ahmed Fathy Medhi Benatia Kalidou Koulibaly Eric Bailly               | Yaya Touré André Ayew Riyad Mahrez                    | Sadio Mané Pierre-Emerick Aubameyang Mohamed Salah |
| AFC            | Mathew Ryan      | Mohammed Al-Breik Takehiro Tomiyasu Maya Yoshida Theerathon Bunmathan | Wu Lei Keisuke Honda Salem Al-Dawsari                 | Son Heung-min Almoez Ali Omar Al Soma              |
| OFC            | Stefan Marinovic | Ryan Nelsen Tommy Smith Winston Reid                                  | Ryan Thomas Ivan Vicelich Marco Rojas Roy Krishna     | Raymond Gunemba Chris Wood Teaonui Tehau           |

## Calcio femminile

### Squadra dell'anno
| Anno | Portiere                                                | Difensori | Centrocampisti | Attaccanti | Allenatore                         |
| ---- | ------------------------------------------------------- | --- | --- | --- | ---------------------------------- |
| 2017 | Sarah Bouhaddi (Olympique Lione)                        | Anouk Dekker (Montpellier) Wendie Renard (Olympique Lione) Steph Houghton (Manchester City) Lucy Bronze (Olympique Lione)                              | Dzsenifer Marozsán (Olympique Lione) Carli Lloyd (Houston Dash) Pernille Harder (Wolfsburg)                                                        | Lieke Martens (Barcellona) Alex Morgan (Orlando Pride) Sam Kerr (Sky Blue)                                                   | Sarina Wiegman (Paesi Bassi)       |
| 2018 | Sarah Bouhaddi (Olympique Lione)                        | Amel Majri (Olympique Lione) Wendie Renard (Olympique Lione) Saki Kumagai (Olympique Lione) Lucy Bronze (Olympique Lione)                              | Dzsenifer Marozsán (Olympique Lione) Amandine Henry (Olympique Lione) Marta (Orlando Pride)                                                        | Alex Morgan (Orlando Pride) Ada Hegerberg (Olympique Lione) Pernille Harder (Wolfsburg)                                      | Reynald Pedros (Olympique Lione)   |
| 2019 | Sari van Veenendaal (Arsenal/Atlético Madrid)           | Crystal Dunn (North Carolina Courage) Wendie Renard (Olympique Lione) Julie Ertz (Chicago Stars) Lucy Bronze (Olympique Lione)                         | Dzsenifer Marozsán (Olympique Lione) Amandine Henry (Olympique Lione) Rose Lavelle (Washington Spirit)                                             | Alex Morgan (Orlando Pride) Ada Hegerberg (Olympique Lione) Megan Rapinoe (Seattle Reign)                                    | Jill Ellis (Stati Uniti)           |
| 2020 | Sarah Bouhaddi (Olympique Lione)                        | Lucy Bronze (Olympique Lione/Manchester City) Wendie Renard (Olympique Lione) Lena Goeßling (Wolfsburg) Sakina Karchaoui (Montpellier/Olympique Lione) | Saki Kumagai (Olympique Lione) Alexandra Popp (Wolfsburg) Dzsenifer Marozsán (Olympique Lione)                                                     | Delphine Cascarino (Olympique Lione) Vivianne Miedema (Arsenal) Pernille Harder (Wolfsburg/Chelsea)                          | Jean-Luc Vasseur (Olympique Lione) |
| 2021 | Christiane Endler (Paris Saint-Germain/Olympique Lione) | Ashley Lawrence (Paris Saint-Germain) Wendie Renard (Olympique Lione) Magdalena Eriksson (Chelsea) María Pilar León (Barcellona)                       | Aitana Bonmati (Barcellona) Alexia Putellas (Barcellona) Lieke Martens (Barcellona)                                                                | Caroline Graham Hansen (Barcellona) Samantha Kerr (Chelsea) Jennifer Hermoso (Barcellona)                                    | Lluís Cortés (Barcellona)          |
| 2022 | Christiane Endler (Olympique Lione)                     | Lucy Bronze (Manchester City/Barcellona) Leah Williamson (Arsenal) Wendie Renard (Olympique Lione) Selma Bacha (Olympique Lione)                       | Lena Oberdorf (Wolfsburg) Alexia Putellas (Barcellona) Aitana Bonmatí (Barcellona)                                                                 | Beth Mead (Arsenal) Alex Morgan (San Diego Wave) Alexandra Popp (Wolfsburg)                                                  | –                                  |
| 2023 | Mary Earps (Manchester United)                          | Amanda Ilestedt (Paris Saint-Germain/Arsenal) Wendie Renard (Olympique Lione) Olga Carmona (Real Madrid)                                               | Lena Oberdorf (Wolfsburg) Aitana Bonmatí (Barcellona) Hinata Miyazawa (Mynavi Sendai/Manchester United) Linda Caicedo (Deportivo Cali/Real Madrid) | Jennifer Hermoso (Pachuca) Samantha Kerr (Chelsea) Salma Paralluelo (Barcellona)                                             | –                                  |
| 2024 | Alyssa Naeher (Chicago Stars)                           | Tarciane (Corinthians/Houston Dash) Glódís Perla Viggósdóttir (Bayern Monaco) Naomi Girma (San Diego Wave)                                             | Aitana Bonmatí (Barcellona) Lindsey Horan (Olympique Lione) Caroline Graham Hansen (Barcellona)                                                    | Trinity Rodman (Washington Spirit) Sophia Smith (Portland Thorns) Salma Paralluelo (Barcellona) Barbra Banda (Orlando Pride) | –                                  |

### Dream Team all-time (2021)
| Continente            | Portiere          | Difensori                                                | Centrocampisti                                        | Attaccanti                                         |
| --------------------- | ----------------- | -------------------------------------------------------- | ----------------------------------------------------- | -------------------------------------------------- |
| Mondo                 | Hope Solo         | Lucy Bronze Wendie Renard Christie Rampone Joy Fawcett   | Dzsenifer Marozsán Homare Sawa Marta                  | Megan Rapinoe Mia Hamm Alex Morgan                 |
| Mondo B               | Nadine Angerer    | Ariane Hingst Nilla Fischer Saki Kumagai Hege Riise      | Michelle Akers Kristine Lilly Formiga                 | Abby Wambach Carli Lloyd Birgit Prinz              |
| Europa                | Nadine Angerer    | Lucy Bronze Wendie Renard Nilla Fischer Linda Medalen    | Nadine Keßler Dzsenifer Marozsán Camille Abily        | Lotta Schelin Ada Hegerberg Birgit Prinz           |
| Sud America           | Christiane Endler | Fabiana Aline Elane Tamires                              | Formiga Sissi Roseli                                  | Pretinha Cristiane Marta                           |
| Nord e Centro America | Hope Solo         | Kelley O'Hara Joy Fawcett Christie Rampone Ali Krieger   | Shirley Cruz Carli Lloyd Megan Rapinoe                | Abby Wambach Mia Hamm Alex Morgan                  |
| Africa                | Annette Ngo Ndom  | Onome Ebi Janine van Wyk Florence Omagbeni Ngozi Ezeocha | Perpetua Nkwocha Mercy Akide Gabrielle Onguéné        | Gaëlle Enganamouit Asisat Oshoala Tabitha Chawinga |
| Asia                  | Lydia Williams    | Ellie Carpenter Cheryl Salisbury Saki Kumagai Fan Yunjie | Homare Sawa Ji So-yun Aya Miyama                      | Liu Ailing Samantha Kerr Sun Wen                   |
| Oceania               | Erin Nayler       | Rebekah Stott Rebecca Smith Abby Erceg                   | Ria Percival Hayley Bowden Katie Duncan Betsy Hassett | Ali Riley Amber Hearn Sarah Gregorius              |

### Squadra del secolo (1901-2000)
| Continente            | Portiere           | Difensori                                     | Centrocampisti                                          | Attaccanti                                     |
| --------------------- | ------------------ | --------------------------------------------- | ------------------------------------------------------- | ---------------------------------------------- |
| Mondo                 | Briana Scurry      | Hege Riise Joy Fawcett Linda Medalen          | Kristine Lilly Sissi Michelle Akers Liu Ailing          | Carolina Morace Mia Hamm Heidi Mohr            |
| Europa                | Elisabeth Leidinge | Gro Espeseth Linda Medalen Hege Riise         | Silvia Neid Martina Voss Heidi Støre Pia Sundhage       | Carolina Morace Heidi Mohr Elisabetta Vignotto |
| Sud America           | Meg                | Nenê Elane Fanta                              | Roseli Márcia Taffarel Formiga Sissi                    | Pretinha Michael Jackson Kátia                 |
| Nord e Centro America | Briana Scurry      | María Eugenia Rubio Joy Fawcett Geri Donelly  | Kristine Lilly Julie Foudy Alicia Vargas Michelle Akers | Abby Wambach Mia Hamm Alex Morgan              |
| Africa                | Ann Chiejine       | Mavis Ogun Florence Omagbeni Ngozi Ezeocha    | Mercy Akide Nkiru Okosieme Fikhile Sitole Vivian Mensah | Rita Nwadike Ngozi Eucharia Uche Nana Gyamfuah |
| Asia                  | Gao Hong           | Fan Yunjie Niu Lijie Yumi Obe                 | Etsuko Handa Futaba Kioka Homare Sawa Sun Qingmei       | Liu Ailing Sun Wen Lee Myung-hwa               |
| Oceania               | Leslie King        | Sonia Gegenhuber Cheryl Salisbury Anissa Tann | Maureen Jacobson Julie Murray Michele Cox Julie Dolan   | Linda Hughes Sue Monteath Marilyn Marshall     |

### Squadra del decennio (2011-2020)
| Confederazione | Portiere          | Difensori                                                    | Centrocampisti                                                  | Attaccanti                                         |
| -------------- | ----------------- | ------------------------------------------------------------ | --------------------------------------------------------------- | -------------------------------------------------- |
| Mondo          | Hope Solo         | Lucy Bronze Wendie Renard Saki Kumagai Nilla Fischer         | Lena Goeßling Carli Lloyd Dzsenifer Marozsán                    | Marta Ada Hegerberg Alex Morgan                    |
| UEFA           | Nadine Angerer    | Lucy Bronze Wendie Renard Lena Goeßling Nilla Fischer        | Amandine Henry Nadine Keßler Dzsenifer Marozsán                 | Lieke Martens Ada Hegerberg Pernille Harder        |
| CONMEBOL       | Christiane Endler | Fabiana Érika Carla Guerrero Tamires                         | Formiga Debinha Estefanía Banini                                | Yoreli Rincón Cristiane Marta                      |
| CONCACAF       | Hope Solo         | Kelley O'Hara Kadeisha Buchanan Becky Sauerbrunn Ali Krieger | Shirley Cruz Carli Lloyd Christine Sinclair                     | Tobin Heath Alex Morgan Megan Rapinoe              |
| CAF            | Annette Ngo Ndom  | Osinachi Ohale Janine van Wyk Estelle Johnson Onome Ebi      | Ngozi Okobi Elizabeth Addo Gabrielle Onguéné                    | Gaëlle Enganamouit Asisat Oshoala Tabitha Chawinga |
| AFC            | Lydia Williams    | Ellie Carpenter Saki Kumagai Alanna Kennedy Stephanie Catley | Homare Sawa Aya Miyama Ji So-yun                                | Li Ying Samantha Kerr Mana Iwabuchi                |
| OFC            | Erin Nayler       | Rebekah Stott Rebecca Smith Abby Erceg                       | Ria Percival Hayley Bowden Katie Duncan Betsy Hassett Ali Riley | Amber Hearn Sarah Gregorius                        |